# Agave vazquezgarciae
Agave vazquezgarciae är en sparrisväxtart som beskrevs av Cházaro och J.A.Lomelí. Agave vazquezgarciae ingår i släktet Agave och familjen sparrisväxter. Inga underarter finns listade i Catalogue of Life.